# Hrabstwo Barron
Hrabstwo Barron (ang. Barron County) – hrabstwo w stanie Wisconsin w Stanach Zjednoczonych.
Obszar całkowity hrabstwa obejmuje powierzchnię 890,02 mil² (2305,14 km²). Według szacunków United States Census Bureau w roku 2009 miało 45 591 mieszkańców. Jego siedzibą administracyjną jest Barron.
Hrabstwo zostało utworzone z Dallas i Polk w 1859. Nazwa pochodzi od nazwiska sędziego Henry'ego Barrona. 
Na obszarze hrabstwa znajdują się rzeki Brill, Hay, Red Cedar i Yellow oraz 369 jezior.

## Miasta
- Almena
- Arland
- Barron – city
- Barron – town
- Bear Lake
- Cedar Lake
- Chetek – city
- Chetek – town
- Clinton
- Crystal Lake
- Cumberland – city
- Cumberland – town
- Dallas
- Dovre
- Doyle
- Lakeland
- Maple Grove
- Maple Plain
- Oak Grove
- Prairie Farm
- Prairie Lake
- Rice Lake – city
- Rice Lake – town
- Sioux Creek
- Stanfold
- Stanley
- Sumner
- Turtle Lake
- Vance Creek

## Wioski
- Almena
- Cameron
- Dallas
- Haugen
- New Auburn
- Prairie Farm
- Turtle Lake

## CDP
- Barronett